# Sendemast

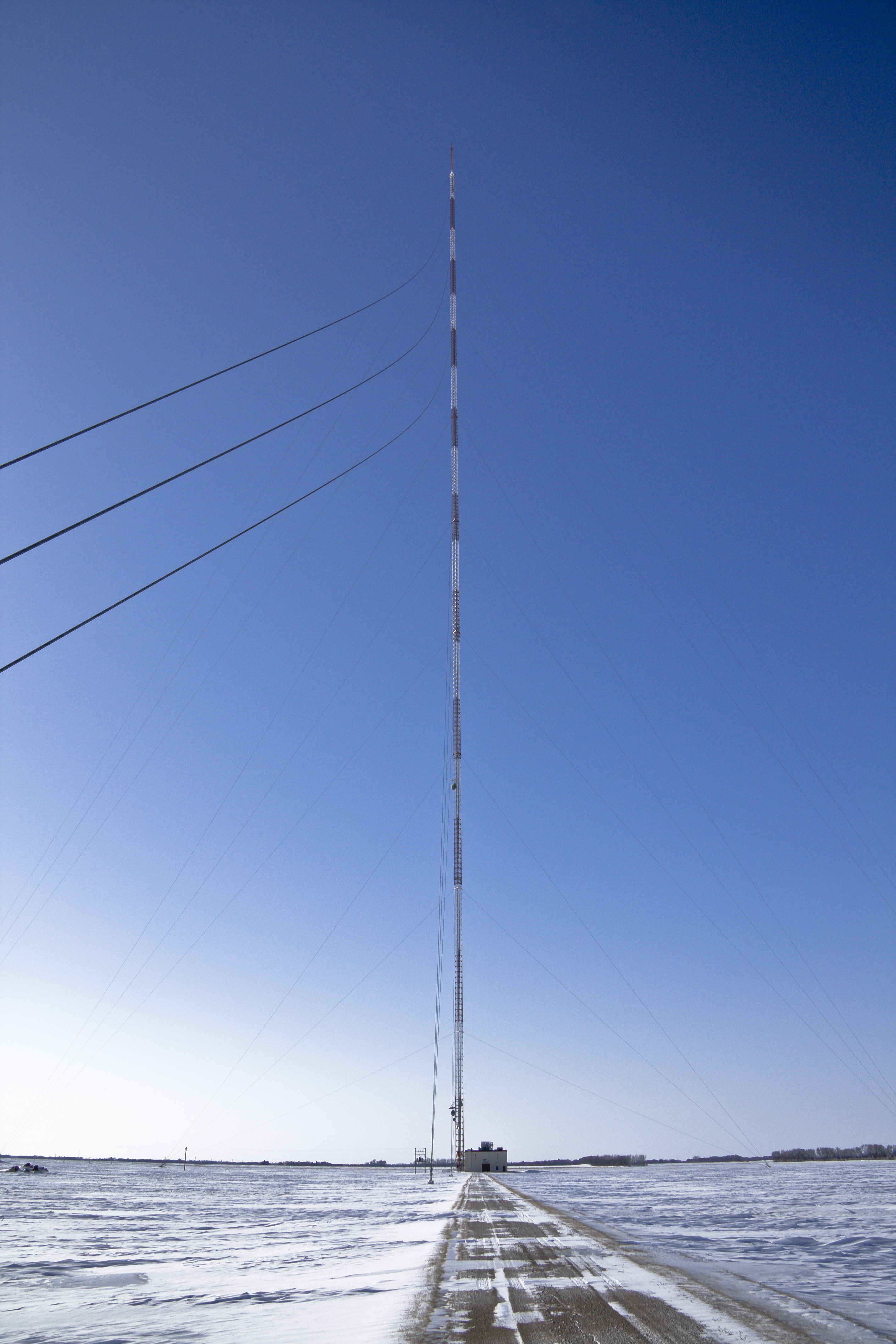
Der KVLY-Mast in North Dakota (USA) ist mit 629 Metern der höchste Sendemast der Welt

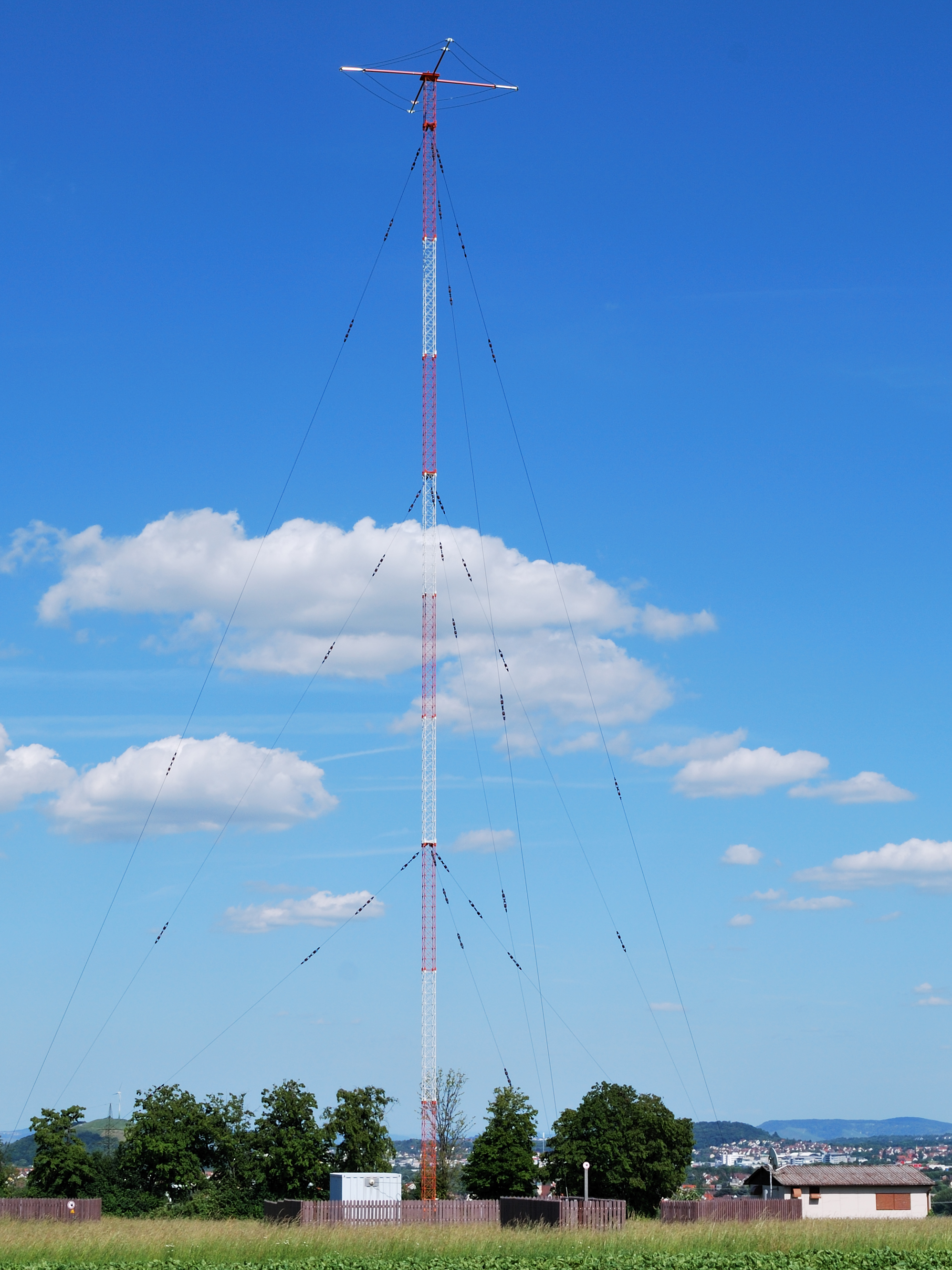
Gegen Erde isolierter selbststrahlender Sendemast für Mittelwelle, hier: Mittelwellensender Hirschlanden, Baden-Württemberg, 40 Meter hoch

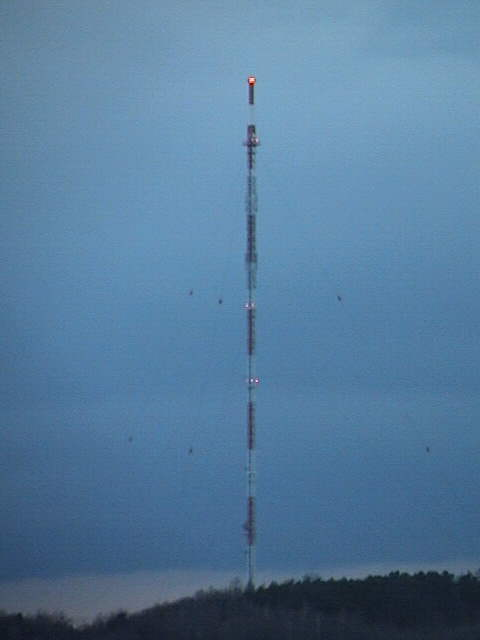
Sendemast für UKW und TV, hier Sender Gera-Ronneburg bei Rückersdorf (Ostthüringen), 188 Meter hoch

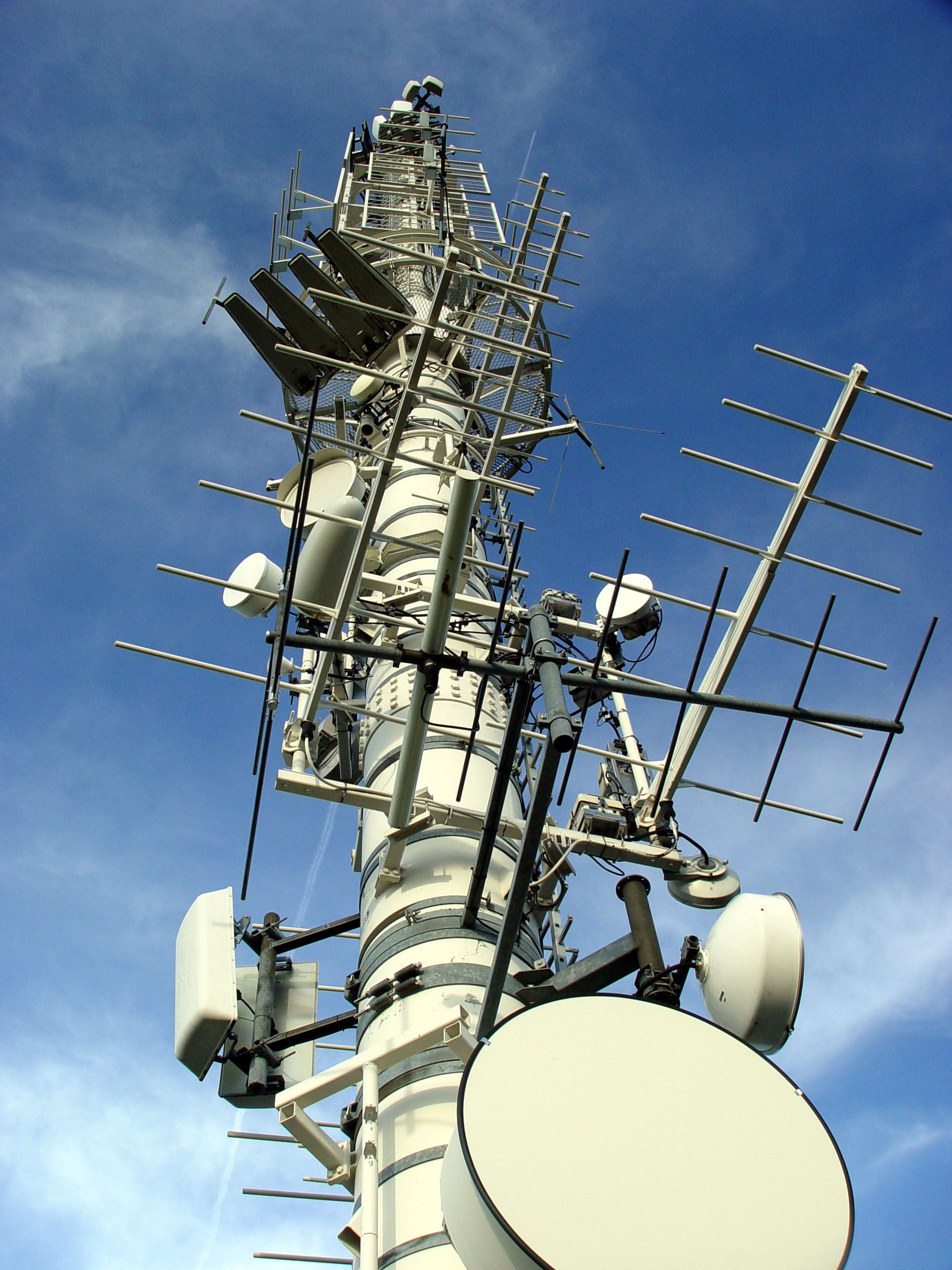
Sendemast auf dem Merkurturm (Schwarzwald, Baden-Baden), Gesamthöhe: 63 Meter

Ein Sendemast ist eine Konstruktion aus Holz, Stahlfachwerk oder Stahlrohr mit einem über die gesamte Höhe gleichbleibenden Querschnitt (siehe auch Mast). Sie dient zur Aufnahme von Antennen für Sendezwecke, oder auch zur unmittelbaren Verwendung als Sendeantenne in Form einer Mastantenne oder eines selbststrahlenden Sendemastes.

## Entwicklung
Sendemasten werden als Alternative zu freistehenden Sendetürmen aus Stahl oder Beton errichtet. In der Frühzeit des Rundfunks fanden fast ausschließlich Sendemasten als Träger für Sendeantennen Verwendung. Die Geschichte von großen Sendemasten spiegelt auch die Entwicklung der Kommunikationstechnik über die Jahrzehnte wider: während für den bis in die 80er Jahre stark genutzten Lang-, Mittel- und Kurzwellenbetrieb im langwelligen Bereich große Antennenanlagen notwendig waren, spielt sich heute die meiste drahtlose Kommunikation im Wellenbereich unter 4 m ab. Für digitalen Datenfunk ist häufig die Nutzung vorhandener hoher Bauwerke ausreichend und klassische reine Sendemasten werden kaum noch errichtet.

## Konstruktionsformen und ihre Eigenschaften
Sendemasten sind bis heute preisgünstiger als Sendetürme zu errichten. Sie schwanken bei Wind meist mehr als freistehende Konstruktionen gleicher Höhe. Wegen der Pardunenfundamente haben sie einen höheren Platzbedarf als freistehende Konstruktionen.
Ein wesentliches Problem der Konstruktion ist die Windlast und das dadurch bedingte Aufschwingen. Diese Gefahr von Schwingungen ist vor allem bei Stahlrohrmasten relevant. Die Schwingneigung wird konstruktiv durch zylindrische Schwingungsdämpfer, die in die Konstruktion eingebaut werden, gemindert. Solche Schwingungsdämpfer, die wie zylindrische Verdickungen wirken, finden sich zum Beispiel bei den Sendemasten des Marinesenders DHO38 in Saterland (Niedersachsen, Deutschland).
Auch werden Konstruktionen errichtet, die aus einem freistehenden Stahlbeton-Turm bestehen, auf dessen Spitze ein am Erdboden abgespannter Sendemast montiert ist. Die bekannteste derartige Konstruktion ist der Gerbrandytoren in Lopik (Niederlande). Weitere Türme dieser Bauweise stehen u. a. bei Smilde (Niederlande) und bis 2009 in Waldenburg (Baden-Württemberg, Deutschland).
Als selbststrahlender Sendemast sind sie einem isoliert aufgestellten Turm aus hochfrequenztechnischer Sicht aber meist überlegen, da sie eine geringere Fußpunktkapazität haben und einen konstanten Querschnitt, der dünner gewählt werden kann als bei einer freistehenden Konstruktion, was zu besseren Strahlungseigenschaften führt. Hier kann es Probleme mit parasitären Strömen geben, die über die Pardunen abfließen. Deshalb sind diese in den meisten Fällen mit Isolatoren unterteilt oder am Fußpunkt über eine Drosselspule (oder einen Sperrkreis) geerdet. Bei mit Isolatoren unterteilten Pardunen kann es Probleme mit statischen Aufladungen bei Gewittern geben, auch sind Überspannungsableiter parallel zu den Isolatoren nötig, die regelmäßiger Wartung bedürfen, was wegen ihrer schweren Zugänglichkeit mit hohen Kosten verbunden ist.
Spulen und Kondensatoren des Resonanztransformators und Blitzschutzeinrichtungen werden häufig in einem separaten Abstimmhaus untergebracht. Dieses steht entweder unmittelbar neben dem Sendemast oder fungiert bei manchen Konstruktionen auch als Sockel für den Sendemast.
Um einen Zugang zu Komponenten des Sendemastes, die einer bestimmten Wartung bedürfen, wie Flugsicherheitslampen, Sendeantennen, Geräten oder Pardunenabspannungen, zu ermöglichen, ist stets eine Steigleiter vorzusehen. Diese kann im Innern oder außerhalb der Konstruktion angebracht sein. Bei Stahlrohrmasten ist diese aus Wetterschutzgründen meist im Innern angebracht. Bei manchen Sendemasten für schwundmindernde Sendeantennen mit Mehrfachspeisung ist die Steigleiter von der Mastkonstruktion im unteren Teil isoliert und dient als Speiseleitung für den oberhalb des Trennisolators gelegenen Mastteil. Bei solchen Konstruktionen ist eine Besteigung des Mastes im laufenden Sendebetrieb grundsätzlich nicht möglich und es ist für die Aufrechterhaltung des Sendebetriebs während Wartungsarbeiten am Mast eine andere Sendeantenne zu benutzen oder der Sendebetrieb einzustellen. Manche Sendemasten verfügen auch über einen Aufzug, der aus statischen Gründen fast immer als selbstfahrender Kletteraufzug ausgeführt ist und über einen Elektro- oder einen Verbrennungsmotor angetrieben wird. Eine solche Einrichtung ist bei Sendemasten mit extrem hoher Bauhöhe oder mit vielen Einrichtungen, die der Wartung bedürfen, sehr nützlich. Es gibt auch einige gegen Erde isolierte selbst strahlende Sendemasten, in denen ein Aufzug installiert ist.

## Sendemasten in den USA
Sehr hohe Sendemasten finden sich heute (Stand 2021) in Masse noch in Russland und weiteren Staaten der ehemaligen GUS sowie in den Vereinigten Staaten von Amerika. Die Lizenzbestimmungen in den USA erlauben es, im größten Teil des Landes aus einer maximalen Höhe von 2000 ft (= 610 m) über Grund zu senden. In flachen und geographisch niedrig gelegenen Regionen wurden tatsächlich Masten für Sendeantennen aufgestellt, die so hoch sind. 
- Der KVLY-Mast ist ein 629 Meter hoher Sendemast in North Dakota und war von 1963 bis 1974 und von 1991 bis 2008 das höchste von Menschen errichtete Bauwerk.
- Der KXTV/KOVR-Sendemast in Kalifornien mit einer Höhe von 624,5 Meter das sechsthöchste Bauwerk der Welt: 38° 14′ 23,2″ N, 121° 30′ 5,7″ W.

- Der KLDE-Sendemast ist ein 615,1 Meter hoher Sendemast für UKW-Rundfunk und TV in der Nähe von Angelton in Texas, USA (Geographische Koordinaten: 29° 17′ 17″ N, 95° 13′ 54″ W). Dieser 1986 fertiggestellte Sendemast ist zurzeit das vierthöchste Bauwerk der Welt und Eigentum von iHeartMedia (früher Clear Channel Broadcasting).

- Der KTVE-Sendemast ist ein 609,6 Meter hoher abgespannter Sendemast zur Verbreitung von UKW und TV-Programmen in Bolding, Arkansas, USA (Geographische Koordinaten: 33° 4′ 41″ N, 92° 13′ 41″ W). Der KTVE-Sendemast wurde 1987 fertiggestellt und ist Eigentum von Grapevine Communications.

- WCTV-Sendemast mit 609,6 Metern bei Metcalf, Georgia, wurde 1987 fertiggestellt.

- Der WITN-Tower ist ein 609,6 Meter hoher abgespannter Sendemast in Grifton, North Carolina.

- Der WTTO-Fernsehsendemast ist ein 609,6 Meter hoher Sendemast bei Windham Springs in Alabama.

- Der KDLT-Sendemast ist ein 609,3 Meter hoher abgespannter Stahlfachwerkmast in der Nähe von Rowena, South Dakota, USA (Geographische Koordinaten: 43° 30′ 18″ N, 96° 33′ 23″ W). Er wurde 1998 fertiggestellt und dient zur Verbreitung von Fernsehprogrammen und Hörfunkprogrammen im UKW-Bereich und ist Eigentum von Red River Broadcast LLC.

- Der KTUL-Sendemast ist ein 581,86 Meter hoher abgespannter Sendemast zur Verbreitung von UKW und TV-Programmen in Coweta, Oklahoma, USA (Geographische Koordinaten: 35° 58′ 8″ N, 95° 36′ 56″ W). Der KTUL-Sendemast wurde 1988 fertiggestellt und ist Eigentum von KTUL, LLC.

- Der KLKN-Sendemast ist ein 565,1 Meter hoher abgespannter Sendemast zur Verbreitung von UKW und TV-Programmen in Genoa, Nebraska, USA (Geographische Koordinaten: 41° 32′ 28″ N, 97° 40′ 46″ W). Er wurde 1969 fertiggestellt und ist Eigentum von Citadel Communications.

- Der KBIM-Sendemast ist ein 559,92 Meter hoher abgespannter Sendemast zur Verbreitung von UKW und TV-Programmen in der Nähe von Roswell, New Mexico, USA (Geographische Koordinaten: 33° 3′ 20″ N, 103° 49′ 14″ W). Er wurde 1965 fertiggestellt und ist Eigentum von Emmis Television.

- Der WAVE-Sendemast ist ein 530 Meter hoher abgespannter Sendemast in La Grange, Kentucky.

- Der WMTW-Sendemast ist ein 508,1 Meter hoher abgespannter Sendemast in Baldwin, Maine.

- Der KPXM-Sendemast ist ein 458,72 Meter hoher abgespannter Sendemast zur Verbreitung von UKW und TV-Programmen in Big Lake, Minnesota, USA (Geographische Koordinaten: 45° 23′ 0″ N, 93° 42′ 31″ W). Er wurde 1997 fertiggestellt und ist Eigentum von Paxson Minneapolis / KXLI.

- Der WEYI-Sendemast ist ein 414,22 Meter hoher, abgespannter Sendemast zur Verbreitung von UKW- und TV-Programmen in Clio, Michigan, USA. Der WEYI-Sendemast wurde 1972 fertiggestellt und ist Eigentum von Smith Television.

- Der WPVI-Sendemast ist ein 388,92 Meter hoher abgespannter Sendemast in Philadelphia, Pennsylvania.

- Der WTVZ-Sendemast ist ein 381 Meter hoher abgespannter Sendemast zur Verbreitung von UKW und TV-Programmen in Suffolk, Virginia, USA (Geographische Koordinaten: 36° 48′ 32″ N, 76° 30′ 11″ W). Er wurde 2002 fertiggestellt und ist Eigentum von American Tower.